# Elżbieta Bartnicka
Elżbieta Bartnicka, z d. Modrzyńska (ur. 29 września 1972) – polska piłkarka ręczna, występująca na pozycji bramkarki, mistrzyni i reprezentantka Polski.

## Kariera sportowa
Jest wychowanką MKS Truso Elbląg, ale przez większą część kariery związana była ze Startem Elbląg, z którym wywalczyła mistrzostwo Polski w 1992 i 1994, wicemistrzostwo Polski w 1991 i 1997 oraz brązowe medale mistrzostw Polski w 1993, 1998 i 1999.
W 1992 wystąpiła w 5 spotkaniach reprezentacji Polski seniorek, zdobywając 9 bramek.
Pracuje jako nauczycielka w Szkole Podstawowej nr 21 w Elblągu.